# Янда, Якуб
Я́куб Я́нда (чеш. Jakub Janda; род. 27 апреля 1978 года, Челадна ЧССР) — чешский прыгун с трамплина, двукратный призёр чемпионата мира 2005 года, обладатель Кубка мира 2005/06, победитель «Турне четырёх трамплинов» 2005/06.
В Кубке мира Янда дебютировал в 1996 году, в январе 2005 года одержал свою первую победу на этапе Кубка мира. Всего на сегодняшний момент имеет 6 побед на этапах Кубка мира, все в личных соревнованиях. Выиграл общий зачет Кубка мира в сезоне 2005/06.
На Олимпиаде-2002 в Солт-Лейк-Сити стал 12-м в команде, 39-м на нормальном трамплине и 44-м на большом.
На Олимпиаде-2006 в Турине, показал следующие результаты: нормальный трамплин — 13-е место, большой трамплин — 10-е место, командные соревнования — 9-е место.
На Олимпиаде-2010 в Ванкувере стартовал в трёх дисциплинах: стал 7-м в команде, 14-м на нормальном трамплине и 17-м на большом трамплине.
За свою карьеру участвовал в шести чемпионатах мира, завоевал серебряную и бронзовую медаль на чемпионате мира в немецком Оберсдорфе.
Использует лыжи производства фирмы Elan.